# 16 de Agosto
16 de Agosto (span. für „16. August“) ist eine Ortschaft und eine Parroquia rural („ländliches Kirchspiel“) im Kanton Palora der ecuadorianischen Provinz Morona Santiago. Die Parroquia besitzt eine Fläche von 89,04 km². Beim Zensus 2010 wurden 990 Einwohner gezählt. Die Parroquia ist Siedlungsgebiet der indigenen Volksgruppe der Shuar.

## Lage
Die Parroquia 16 de Agosto liegt in der vorandinen Zone am Westrand des Amazonasbeckens. Es besitzt eine Längsausdehnung in NNW-SSO-Richtung von 21 km sowie eine maximale Breite von etwa 7 km. Das Gebiet liegt am Westufer des nach Süden strömenden Río Pastaza und reicht im Süden bis zur Mündung des Río Palora. Der 890 m hoch gelegene Hauptort befindet sich 7,5 km südöstlich vom Kantonshauptort Palora. Eine Nebenstraße führt von Palora an 16 de Agosto vorbei nach Osten, überquert den Río Pastaza und trifft bei Mushullacta, dem Hauptort der Parroquia Simón Bolívar, auf die Fernstraße E45 (Macas–Puyo).
Die Parroquia 16 de Agosto grenzt im Nordosten und im Osten an die Provinz Pastaza mit den Parroquias Pomona und Simón Bolívar (beide im Kanton Pastaza), im äußersten Süden an die Parroquia Huamboya (Kanton Huamboya), im Südwesten an die Parroquia Arapicos sowie im Westen und im Nordwesten an die Parroquias Sangay und Palora.

## Orte und Siedlungen
In der Parroquia gibt es neben dem Hauptort bestehend aus einer einzigen Barrio noch 15 Comunidades.

## Geschichte
Die Parroquia 16 de Agosto wurde am 28. April 1993 gegründet (Registro Oficial N° 178). Der Name bezieht sich offenbar auf das Gründungsdatum der ersten Comunidad in dem Gebiet. Diese wurde von Siedlern (colonos) errichtet, die aus der Parroquia Palmas der Provinz Azuay stammten.